# Église Saint-Martin-de-Tours de Budapest
L'église Saint-Martin de Tours (et Nicolas de Flue) (en hongrois : Tours-i Szent Márton (és Flüei Szent Miklós)-templom) est une église catholique romaine de Budapest, située dans le quartier de Vizafogó. 
En 1932, une communauté catholique a été formée dans le quartier Angyalföld.  
À compter de 1937, une cave a été louée et une chapelle a été aménagée.  
En 1938, un terrain est acheté pour construire une nouvelle église.  
En 1943, une paroisse indépendante a été créée, mais la construction a été retardée en raison de la Seconde Guerre mondiale. En 1948, la paroisse a acheté une parcelle plus récente, mais en 1952, la nationalisation a eu lieu. 
L'église actuelle a été construite entre 1982 et 1986. 